# Pakubuwono VII
Pakubuwono VII, noto anche come Pakubuwana VII (Surakarta, 28 luglio 1796 – Surakarta, 10 maggio 1858), è stato un sovrano indonesiano.
Fu sunan di Surakarta dal 1830 fino alla sua morte.

## Biografia
Nato Raden Mas Malikis Solikin, era figlio di Pakubuwono IV e di sua moglie, la regina Raden Ayu Sukaptinah.
Pakubuwono VII salì al trono il 14 giugno 1830 in sostituzione di suo nipote, Pakubuwono VI, deposto dagli olandesi ed esiliato sull'isola di Ambon, poco dopo la fine della guerra del principe Diponegoro. Il regno di Pakubuwana VII fu relativamente pacifico rispetto ai regni precedenti, senza ulteriori ribellioni in corso. Questa situazione pacifica dello stato, incoraggiò la crescita della cultura nazionale ed in particolare dell'attività letteraria. Da molti infatti il regno di Pakubuwana VII è considerato un periodo particolarmente florido per la cultura indonesiana locale, grazie in particolare all'importanza rivestita dal poeta Ranggawarsita, patrocinato dallo stesso sovrano.
Implementò notevolmente le condizioni di vita degli agricoltori ed in generale fu particolarmente attento alla produzione agricola, riforme che si mantennero attive praticamente sino all'introduzione da parte della repubblica indonesiana di programmi di intensificazione dello sfruttamento agricolo negli anni '70 del Novecento.
Alla sua morte, non avendo avuto figli, venne succeduto da un fratellastro, Pakubuwono VIII, che salì al trono all'età di 69 anni.